# رابرت استنارد
رابرت استنارد (انگلیسی: Robert Stannard؛ زادهٔ ۱۶ سپتامبر ۱۹۹۸) دوچرخه‌سوار اهل نیوزیلند است.
از باشگاه‌هایی که در آن بازی کرده‌است می‌توان به تیم اوریکا–اسکات اشاره کرد.